# 芝野龍之介
芝野 龍之介（しばの りゅうのすけ、1997年12月2日 - ）は、日本棋院東京本院所属の囲碁のプロ棋士、エンジニア。神奈川県相模原市出身。洪道場出身。東京理科大学卒業。弟は同じ囲碁棋士の芝野虎丸。

## 棋歴
1997年12月2日、神奈川県相模原市に生まれる。6歳の時に囲碁を始める。東京大学教育学部附属中等教育学校に入学。13歳の時に試験を経て日本棋院の院生となる。2016年、東京理科大学経営学部に入学。同年度、東京本院冬季棋士採用試験本選で1位となり、2017年4月1日付でプロデビュー（入段）。2021年4月、株式会社ミリオンダウトに就職。プロ棋士と二足のわらじをはく。2023年7月14日、実弟の芝野虎丸と共同でYoutubeチャンネルを開設。

## 昇段履歴
- 2016年4月1日 初段[3]（冬季棋士採用試験1位＝12勝3敗）
- 2019年1月1日 二段[5]（賞金ランキング 初段1位）
- 2024年3月6日 三段[6]（勝星規定＝対象棋戦通算40勝）

## 受賞歴
- 朝日アマチュア囲碁名人戦全国大会　準優勝（第10回=2015年度[7][8]）
- 全日本アマチュア本因坊決定戦全国大会　優勝（第61回=2015年度[9]）

## 著書
- 『アルファ碁Zeroの衝撃　龍虎 vs 最強AI』（マイナビ出版、2018年）
- 『一問一答 9路盤の手筋』（マイナビ出版、2019年）
- 『囲碁・歴代最年少名人 芝野虎丸の軌跡』（マイナビ出版、2020年）
- 『芝野虎丸　しゃべるのが苦手だった少年が名人になった』（朝日出版社、2022年）
- 『龍虎直伝　囲碁を攻略する8つの裏技』（マイナビ出版、2024年）